# 日本—瑞典關係
日本－瑞典關係（瑞典語：Relationer mellan Japan och Sverige），是指日本國和瑞典王國之間的雙邊關係。兩者最早的連繫始於日本鎖國時代的瑞典人來日，當日本對外開放門戶後，雙方在1868年簽訂的《大日本國瑞典國條約書》成為明治維新時代第一份日本與外國所締的條約:p2，也開啟了兩國的外交關係。此後，日本與瑞典自1900年代開始互派公使，但在第二次世界大戰後的盟軍佔領日本期間中斷，直至日本重新成為主權國家，日瑞外交關係才於1952年恢復，並從1957年起升為大使級邦交。日本是瑞典在亞洲主要的貿易夥伴之一，而瑞典的國家政策也數次成為日本各界的考察或關注對象，延續至21世紀，兩國在政治、經濟、王室／皇室交流、文化和學術等領域，或是福利制度和人口高齡化等共同議題上均進行過往來。

## 歷史

### 18及19世紀關係

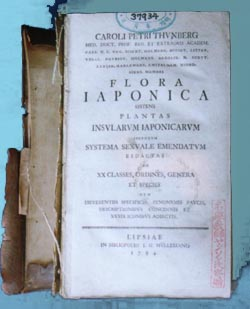
瑞典植物學學者卡爾·彼得·通貝里是最早進入日本的瑞典人之一。圖為通貝里離開日本後所撰的《日本植物誌》。

日本與瑞典的關係可追溯至鎖國時代的18世紀。瑞典植物學學者林奈的門生——卡爾·彼得·通貝里在1775年時，以荷蘭東印度公司醫師的身分赴日，成為最早進入日本的瑞典人之一。在日15個月內，他四處蒐集日本的植物，回國後將研究結果寫成《日本植物誌》一書。
進入19世紀後，江戶幕府隨著黑船來航的發生及《神奈川條約》、《安政五國條約》等不平等條約的立約，而對外開放。幕府統治終結後的1868年11月11日:p2，瑞典-挪威聯合王國與日本明治政府在橫濱的荷蘭公使館簽署了《大日本國瑞典國條約書》，於1869年6月10日起正式實施:p183，這是明治政權第一次與他國結約:p2。
1871年，日本政府派員組成岩倉使節團赴歐美考察，當中於4月23日至29日間停留在瑞典，不僅晉見了瑞典國王奧斯卡二世，還前往瑞典的政府機構、工廠、博物館、美術館和學校參訪，使節團事後對其出使的瑞典、丹麥兩國在歐洲大國間保持了獨立的成就給予高度評價:p22。1880年起，日本駐俄羅斯公使柳原前光開始兼當駐瑞典公使:p22。1896年5月2日，日本和瑞典簽定了名為《日本瑞典通商航海條約》的第一份平等條約，日方也藉此收回了法權，但這份條約卻在1905年隨著瑞挪聯合體制的垮台而解除。

### 20世紀初關係
1904年，日本成立了駐瑞典公使館:p26，而秋月左都夫也成為第一位派在斯德哥爾摩的日本公使，而瑞典方面則於1907年在東京設立了瑞典駐日公使館，由倭倫白出任首位公使:p3。1911年5月19日，兩國進一步締結了《日本國及瑞典國間通商航海條約》，自此不平等條約中的稅權也交還給日本。第一次世界大戰結束後，日本及瑞典均成為國際聯盟的會員國，兩國間因而建立了更正式的聯絡管道:p3。除了官方互動外，身為日本製紙業大亨、數次在北歐實察過的藤原銀次郎亦於1929年的東京組織了「日本瑞典協會」，並由秩父宮雍仁親王擔任協會贊助人:p4。
日本曾由於瑞典的地理位置和中立國身分，而將之視為重要的情報工作地。早在1904年日俄戰爭爆發時，日本旋即把新成立的駐瑞典公使館當作情資蒐集據點，日本陸軍駐瑞武官明石元二郎大佐亦由此展開對俄情報活動，在俄國及芬蘭境內尋找、聯絡反對沙皇的勢力:p26。第二次世界大戰末期，眼見戰況處於劣勢的日本政府，曾希望通過瑞典推動和平斡旋活動。在重光葵擔任日本外務大臣任內，日本外務省試著藉助瑞典駐日公使巴哲的力量來達成此目標，雖然巴氏在返瑞之後接洽了日本駐瑞公使岡本季正，但日本政府後來把針對蘇聯的和平行動置於更高的優先順位，而對巴哲在瑞典的工作抱持消極態度。另一方面，自1940年起擔任駐瑞典武官、蒐集蘇聯和納粹德國情報的陸軍少將小野寺信，在德國投降後也獨自透過瑞典王室展開相同活動，但同樣未能取得成功:p26。

### 二戰後關係

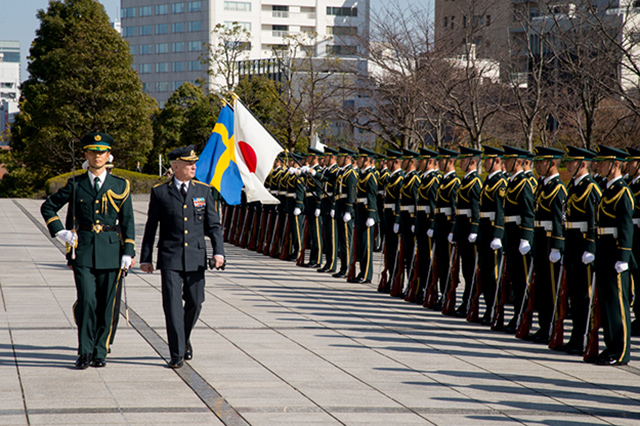
戰後日瑞兩國於各領域國際政策進行過互動。圖為赴日本防衛省交流的瑞典三軍總司令斯維克·約蘭松上將，2015年。

日本由於二戰戰敗、宣布無條件投降，因而遭到盟軍佔領、失去主權國家地位，並終止了外交活動，瑞典和日本對設的公使館都因此關閉:p24，直到1952年《舊金山和約》生效後，日本才恢復主權，而得以在斯德哥爾摩設立代表機構。1957年時，日瑞關係正式升格為大使級邦交，兩國的代表處也都改制為大使館。
1960年代至1970年代前期，北歐的正面形象在日本達到高峰，這種形象是由福利國家、和平中立國家兩方面所塑成。日本頻繁地派出訪問團、前往包括瑞典在內的北歐各國考察福利制度。而在《美日安保條約》的修改使日本國內對外交路線展開激烈爭論之際，瑞典於冷戰東西對峙之下所採的中立政策、以及越南戰爭期間對美國所持的反對態度也吸引了日本反安保勢力和反戰勢力的關注:p30-31。讚美及憧憬瑞典的風氣直到1973年發生第一次石油危機後，才因為瑞典社會的衰退、和日本可投入福利措施的財政盈餘減少而產生轉變:p33。
1980年代及1990年代後，日本與瑞典的關係又進入一個新的階段。日本人口在此時期快速邁向少子化和高齡化:p38，而瑞典社會已比日本還早經歷了這些現象和政策課題:p39，日本遂再次將眼光放向瑞典等北歐國家，並進行了比過去更為實務性和專業性的出訪考察:p38。而隨著冷戰結束，日本對瑞典國家政策的關注面也有所改變，除了過去的武裝中立外，也擴大到瑞典對外做出的國際貢獻，如維和行動、開發中國家援助項目等。1991年起，日本組員至瑞典等國調查維和行動實施實況的次數急遽增加。1992年自衛隊開赴柬埔寨執行第一次維和任務前，日本也派了35名自衛隊員到瑞典的聯合國訓練中心進修:p39-40，兩國於2013年12月20日時更互簽國防交流備忘錄，以擴大雙邊合作關係。

## 政府要員與王室／皇室成員互訪

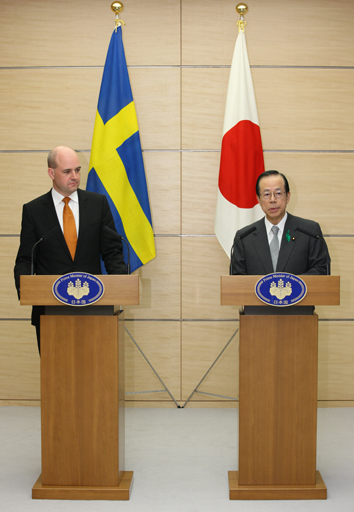
日本首相福田康夫與瑞典首相賴因費爾特於東京會晤，2008年。

日本和瑞典的人員交流包括了日本皇室同瑞典王室成員的互訪。日本天皇明仁曾在1953年時以皇太子的身分獨自訪問瑞典，1985年時又和皇太子妃美智子訪瑞一次。明仁登基後，於2000年5月首次作為天皇赴瑞訪問，而在2007年、林奈誕辰300周年之際，天皇及皇后兩人一同前往瑞典的烏普薩拉祝賀，停留期間還參觀了通貝里從日本返國後所任教的烏普薩拉大學。瑞典國王卡爾十六世·古斯塔夫亦曾多次訪日，若計入非正式訪問可達16次。21世紀後，他分別在2007年、2012年與希爾維亞王后一起赴日。由於卡爾十六世為世界童軍基金會名譽主席，他還於2013年11月抵達京都參加童軍活動。
除了王室及皇室成員之外，日本及瑞典的政府首腦也進行過數次互訪。瑞典首相英瓦爾·卡爾松和卡爾·比爾特分別於1991年和1993年到日本進行官方訪問及參加會議:p36。2004年時，約蘭·佩爾松首相赴日參加首腦會談，期間商洽了雙向旅遊、促進投資、資訊業和福利等領域的雙邊合作，並探討了北朝鮮、伊拉克和聯合國改革等國際情勢。2006年5月，小泉純一郎成為首位訪瑞的日本首相，到訪期間與瑞典洽談了兩國對人口高齡化的對策，以及雙方在國際和平、人權及開發等先進國共同議題上的友好合作。2008年4月，瑞典首相弗雷德里克·賴因費爾特與日本首相福田康夫又在東京舉辦首腦會議，談及了雙邊關係、氣候變遷。
以下列出日本和瑞典之間的皇室、政府要員重大互訪活動：
| 瑞典訪日要員 |                                       |                                |
| 日期         | 訪問者                                | 備註                           |
| 1991年3月    | 首相卡爾松                            | 官方工作訪問:p36               |
| 1993年4月    | 首相比爾特                            | 出席IDU東京會議:p36            |
| 2000年3月    | 副首相耶爾姆-瓦倫                     |                                |
| 2001年4月    | 環境大臣拉森                          |                                |
| 2001年7月    | 副首相耶爾姆-瓦倫                     |                                |
| 2001年10月   | 維多利亞公主                          |                                |
| 2001年12月   | 希爾維亞王后                          |                                |
| 2002年3月    | 教育大臣厄斯特羅斯                    |                                |
| 2002年6月    | 工商部國務大臣梅辛                    |                                |
| 2003年3月    | 環境大臣索梅斯塔德                    |                                |
| 2004年3月    | 首相佩爾松                            |                                |
| 2004年11月   | 農業大臣尼奎斯特                      |                                |
| 2005年4月    | 維多利亞公主                          | 出席2005年世界博覽會           |
| 2005年4月    | 工商大臣厄斯特羅斯                    |                                |
| 2005年5月    | 外交大臣弗賴瓦爾茲                    | 參加亞歐外長會議               |
| 2007年3月    | 國王卡爾十六世·古斯塔夫及希爾維亞王后 | 國賓                           |
| 2007年3月    | 外交大臣比爾特                        |                                |
| 2007年3月    | 社會大臣哈格隆德                      |                                |
| 2007年6月    | 基礎設施大臣托尔斯腾松                |                                |
| 2007年10月   | 國王卡爾十六世·古斯塔夫               |                                |
| 2008年1月    | 教育大臣雷勇堡                        |                                |
| 2008年4月    | 首相賴因費爾特                        | 工作訪問                       |
| 2008年4月    | 環境大臣卡尔格林                      |                                |
| 2008年4月    | 貿易大臣比約林                        |                                |
| 2009年3月    | 環境大臣卡尔格林                      |                                |
| 2009年3月    | 社會大臣拉森                          |                                |
| 2010年5月    | 國會議長韋斯特貝里                    | 受日本眾議院議長招待           |
| 2010年10月   | 環境大臣卡尔格林                      | 第10屆生物多樣性公約締約國會議 |
| 2011年1月    | 司法大臣阿斯克                        |                                |
| 2012年2月    | 貿易大臣比約林                        |                                |
| 2012年6月    | 國王卡爾十六世·古斯塔夫及希爾維亞王后 |                                |
| 2012年10月   | 財政大臣博里                          |                                |
| 2012年10月   | 國際開發合作大臣卡爾松                |                                |
| 2013年3月    | 外交部國務秘書贝尔弗拉格              |                                |
| 2013年11月   | 貿易大臣比約林                        |                                |
| 2013年11月   | 國王卡爾十六世·古斯塔夫及希爾維亞王后 |                                |
| 2014年2月    | 外交大臣比爾特                        |                                |
| 日本訪瑞要員 |                                       |                                |
| 日期         | 訪問者                                | 備註                           |
| 2000年5月    | 明仁天皇及美智子皇后                  |                                |
| 2001年1月    | 外務大臣河野洋平                      |                                |
| 2001年9月    | 法務大臣森山真弓                      |                                |
| 2002年8月    | 厚生勞動大臣坂口力                    |                                |
| 2002年9月    | 文部科學大臣遠山敦子                  |                                |
| 2002年12月   | 文部科學大臣遠山敦子                  | 受邀參加諾貝爾獎頒獎典禮       |
| 2003年4月    | 科學技術政策擔當大臣細田博之          |                                |
| 2004年1月    | 金融、經濟財政政策擔當大臣竹中平藏    |                                |
| 2004年5月    | 科學技術政策擔當大臣茂木敏充          |                                |
| 2005年12月   | 文部科學大臣小坂憲次                  |                                |
| 2006年5月    | 首相小泉純一郎                        |                                |
| 2007年5月    | 明仁天皇及美智子皇后                  |                                |
| 2008年12月   | 文部科學大臣鹽谷立                    |                                |
| 2009年5月    | 内閣府特命大臣野田聖子                |                                |
| 2010年6月    | 皇太子德仁親王                        | 出席維多利亞公主婚禮           |
| 2010年12月   | 文部科學大臣高木義明                  |                                |
| 2012年11月   | 外務副大臣吉良州司                    |                                |
| 2013年5月    | 外務副大臣鈴木俊一                    |                                |
| 2013年6月    | 憲仁親王妃久子                        | 出席馬德琳公主婚禮             |
| 2013年9月    | 首相補佐官衛藤晟一、復興大臣根本匠    |                                |
| 2013年9月    | 内閣府特命擔當大臣森雅子              |                                |

## 經濟貿易
日本是瑞典在亞洲的第二大貿易夥伴，僅次於中國。截至2015年1月，約有160家附屬於瑞典企業的子公司設在日本，並有1,500家瑞典公司在日本有代理商或經銷商。而2013年時，透過日資在瑞典境內設立的日系公司則有130家，該年度的日本對瑞直接投資餘額及瑞典對日直接投資餘額分別為3,802億日圓和1,356億日圓。

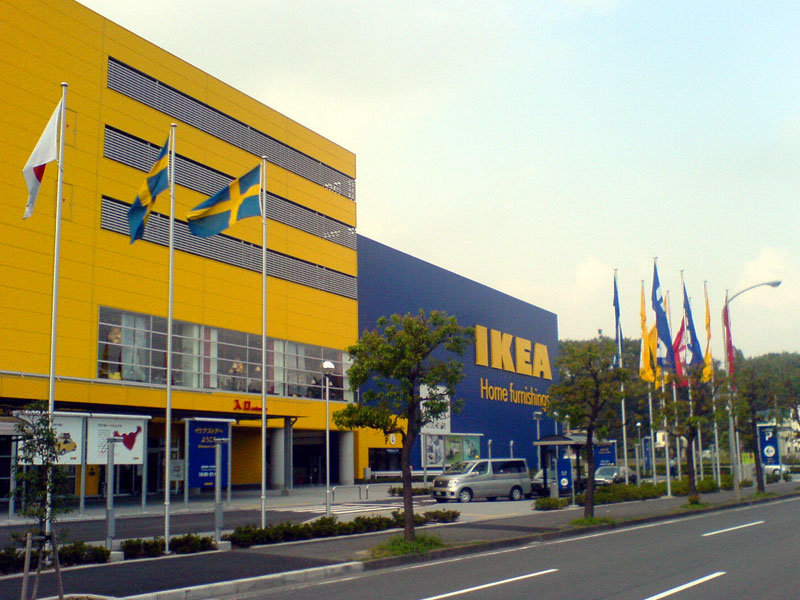
瑞典企業在日本於20世紀初期開始發展，圖為瑞典家具業者——宜家家居在日本橫濱開設的港北分店。

瑞典企業在日本的發展發足於20世紀初，當時由於挪威脫離瑞典、使得聯合王國解體，瑞典為了重建國家的自尊，對外發起了貿易攻勢。瑞典政府大量撥款補助了定期往返瑞典及東亞、拉丁美洲等遠方市場間的蒸汽船航班。瑞典駐日公使館開館數年後，開始有數家瑞典貿易商在日營業，至第一次世界大戰時，瑞典已經成功在日本建立商務據點:p3。
兩次世界大戰中間的戰間期是兩國經濟關係的轉捩點。1930年時，日本與瑞典的貿易規模尚不大，因為當時的日本以美國和中國為大宗貿易對象，而瑞典的對外貿易也以歐洲國家為主。儘管如此，日本尚為瑞典主要的非西方客戶國，瑞典對日輸出的仍是具有重要戰略價值的產品，例如鋼鐵、滾珠軸承，和渦輪發動機、泵等高等機械，而從日本進口的卻為紡織物與茶、瓷器和漆器等珍品，這擴大了瑞典的對日貿易出超:p5。1931年12月後，隨著日圓貶值、瑞典市場受經濟大蕭條波及，而對日製服裝、玩具等實惠產品的需求增加等因素，使得瑞典的日貨進口量快速上攀，日本對瑞出口額在1932年至1936年間從161萬日圓飆升到882萬日圓。同期之內，瑞典的對日出口額也由983萬日圓遽增到2,310萬日圓:p6，出口品中的戰略物資對日本戰間期的國力強化形成了顯著貢獻:p9。
二戰結束之後，日本和瑞典除了戰前的通商航海條約之外，又簽署了航空協定（1953年）:p27、租稅條約（1983年）等多項雙邊協議。自1993年起，瑞典長期對日維持貿易順差，僅2008年時才出現逆差。2013年時，日本對瑞主要出口產品為機械、電子設備、汽車和影視設備，而日瑞典對日出口產品則為機械、化學品、木材和電子產品。日本經濟產業省所屬的日本貿易振興機構於1961年起創立斯德哥爾摩事務所，而瑞典政府和企業共同擁有的瑞典貿易投資委員會也在東京設有辦事處。

## 文化與學術

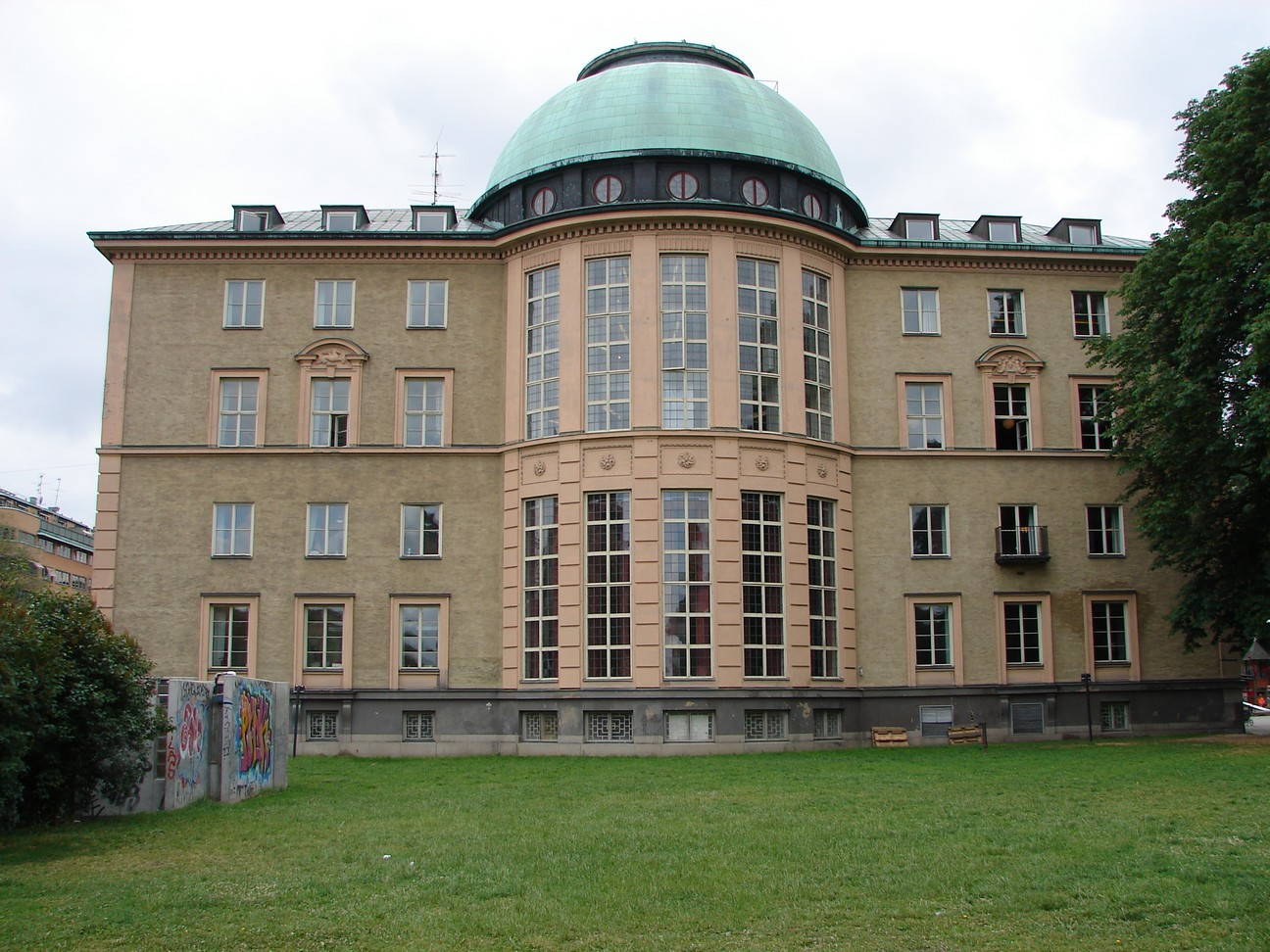
日本與瑞典之間設有數個學術交流組織，圖為「歐洲日本研究所」所在的斯德哥爾摩經濟學院。

日本和瑞典透過展覽和節慶來增強文化關係。1998年斯德哥爾摩獲選為歐洲文化之城，日本趁勢挹注了投資、透過表演活動、音樂會、運動比賽、研討會發揚日本文化，不僅讓歌舞伎第一次在瑞典登台演出，還推廣了日式插花和盆栽藝術。隨著日本動漫和流行音樂在瑞典的歡迎度上升，日本文部科學省又在2003年派出漫畫家吉元男爵扮演文化大使、到瑞典居住兩個月。2014年，于默奧成為瑞典第二座歐洲文化之都，日本再次於當地舉辦文化推廣活動。
不僅是日本文化在瑞典宣傳，瑞典的設計和流行藝術也在日本引發了興趣。瑞典駐日大使館有鑑於此，從1999年起在使館開辦名為「瑞典風格在東京」（Swedish Style in Tokyo）的活動，旨在呈現瑞典的現代時尚、設計、美術、音樂和飲食。2004年時，斯德哥爾摩也舉辦了一場與此活動類似的「東京風格在斯德哥爾摩」（Tokyo Style in Stockholm）。
除了文化外，日本和瑞典的交流也涵蓋學術層面。1971年在斯德哥爾摩創立的瑞日基金（Sweden-Japan Foundation）透過年度發放的獎學金、鼓勵日本人赴瑞學習或從事研究，同時也在瑞典傳播日本相關資訊、安排會議或研討活動。1992年時，歐洲日本研究所亦在瑞典政府、日瑞兩國企業的經費資助下，成立於斯德哥爾摩經濟學院內，旨在替針對日瑞兩國間互動、乃至於東亞－歐洲關係等議題所開設的研究計畫、教育計畫提供運作平台。斯德哥爾摩、哥特堡和隆德等地的瑞典大學也有開設日語學習班，並與日本的大學共辦交換學生計畫。
日本方面也就其與瑞典間之學術交流進行了數項企畫。2001年，日本學術振興會增設了斯德哥爾摩研究聯絡中心，促進日、瑞國際學術合作。日本政府還向赴日進修的瑞典國民發放一年半至兩年份的「文部科學省獎學金」，申請流程由日本駐瑞典大使館辦理，最終結果則由文部科學省定奪。